# Dionizjos II
Dionizjos II, Dionizjos Młodszy, Dionizjusz II Młodszy (ur. 405 p.n.e., zm. 343 p.n.e. w Koryncie) – tyran Syrakuz panujący w latach 367-357 p.n.e. i 347-344 p.n.e., syn Dionizjosa (Dionizjusza) I.

## Pierwszy okres rządów. Dionizjusz Młodszy a Platon
W początkowym, pomyślnym dla Syrakuz okresie rządów Dionizjusz Młodszy pozostawał pod wpływem Diona i filozofa Platona, który dwukrotnie (w 366 p.n.e. i 361 p.n.e.) przebywał na jego dworze, a po raz pierwszy (389 p.n.e.) był na Sycylii za rządów jego ojca. Otworzył więzienia i obniżył podatki, zawarł pokój z Kartaginą i Lukanami, a także założył na nowo dwa miasta zburzone przez ojca, Rhegion i Naksos, a w Apulii stworzył dwie bazy morskie, które miały strzec przed piratami wejścia na Adriatyk. Dionizjusz przyjaźnił się z Platonem, który chciał uczynić z niego idealnego władcę-filozofa na wzór myśli wyrażonych w Państwie. Platon przybył na Sycylię na przełomie 367-366 p.n.e., po śmierci Dionizjusza I (z którym był w konflikcie) chciał bowiem swoje ideały polityczne wpoić jego następcy. Dionizjusz II początkowo poddał się wpływom Platona, ale w jego otoczeniu szybko powstały podejrzenia, że wizyta filozofa jest początkiem ukartowanego spisku zmierzającego do obalenia władcy i zastąpienia go Dionem. Niewykluczone też, że sam Dion dążył jednak do przejęcia władzy. Intrygi dworskie doprowadziły do wygnania Diona, a Platon został zatrzymany jako honorowy więzień. Udało mu się jednak po jakimś czasie opuścić Syrakuzy i przybyć do Aten, ale nadal utrzymywał kontakty zarówno z Dionizjuszem II, jak i Dionem.
Platon udał się na Sycylię po raz trzeci w 361 p.n.e., na zaproszenie Dionizjosa i za namową przebywającego w Atenach Diona – po raz kolejny jednak groziło mu tam niebezpieczeństwo, z którego uwolnił się dzięki pomocy Archytas i mieszkańców Tarentu, opuszczając ostatecznie Syrakuzy w 360 p.n.e. W tym czasie Dionizjusz rządził silną ręką, zdecydowany rozprawić się ze wzrastającą opozycją, trwały już bowiem przygotowania do jego obalenia, i to zarówno w samych Syrakuzach, jak i w Atenach, wśród uczniów Akademii. Wobec siły państwa syrakuzańskiego zamierzenie to było trudne – Dion dysponował tylko 3 tysiącami ludzi, Dionizjusz zaś ponad stu tysiącami. Powodzenie przewrotu było jednak możliwe dzięki szybkości działania i sprawnej organizacji – Dion po wylądowaniu na przylądku Heraklea Minoa pomaszerował prosto na Syrakuzy, w drodze zaś przyłączyło się do niego 50 tysięcy obywateli miast sycylijskich zniewolonych przez Syrakuzy. Broniący zamku Euryalos najemnicy z Kampanii zbiegli, Dion zajął Syrakuzy, a Dionizjusz schronił się na obwarowanej wyspie Ortygii. Ortygia skapitulowała dopiero w 355 p.n.e., a Dionizjuszowi pozwolono schronić się do jego posiadłości w Italii.

## Drugi okres panowania
Podczas 10-letniego wygnania Dionizjusz sprawował okrutne rządy w Italii. W tym czasie w Syrakuzach nastąpiła seria zmian rządów. Tą niestabilność polityczną wykorzystał Dionizjusz, który powrócił na tron w 347 p.n.e., obalając tyrana Nyzajosa. Drugi okres jego tyranii trwał jednak tylko trzy lata – zrozpaczeni jego okrutnymi rządami mieszkańcy Syrakuz wezwali na pomoc tyrana Hiketesa z Leontinoj, który w 344 p.n.e., działając w ścisłym przymierzu z Kartagińczykami, pokonał Dionizjusza i wyparł go na wyspę Ortygię. Ostatecznie w 344 p.n.e. zwyciężył go Timoleon.

## Po obaleniu
Dionizjusz żył odtąd w Koryncie jako osoba prywatna, zmarł rok później, według późniejszej legendy w zapomnieniu i w biedzie.